# Bukama (terytorium)
Bukama – terytorium w północno-wschodniej części Demokratycznej Republiki Konga, na terenie prowincji Górne Lomami. Jej centralnym miastem jest Bukama. W 2017 roku żyło tam 1,072,662 osób.

## Geografia
Graniczy z terytoriami Kamina, Kabongo, Malemba-Nkulu, Mitwaba oraz Lubudi. Na terytorium występuje 77 jezior, z czego większość znajduje się pod ochroną Parku Narodowym Upemba. Największe z nich to Upemba, Kisale, Lukanga, Lunda, Mulenda, Kayumba oraz Kabwe. Główne rzeki na terenie Bukamy to Lualaba, Lufira oraz Lovoy.

## Demografia

### Grupy etniczne
Terytorium Bukama jest zamieszkane głównie przez lud Luba (97%), którego językiem jest luba-katanga oraz lud Chokwe (3%), którego członkowie nie są rdzennymi mieszkańcami, przybyli na te tereny do pracy w firmie Gécamines.

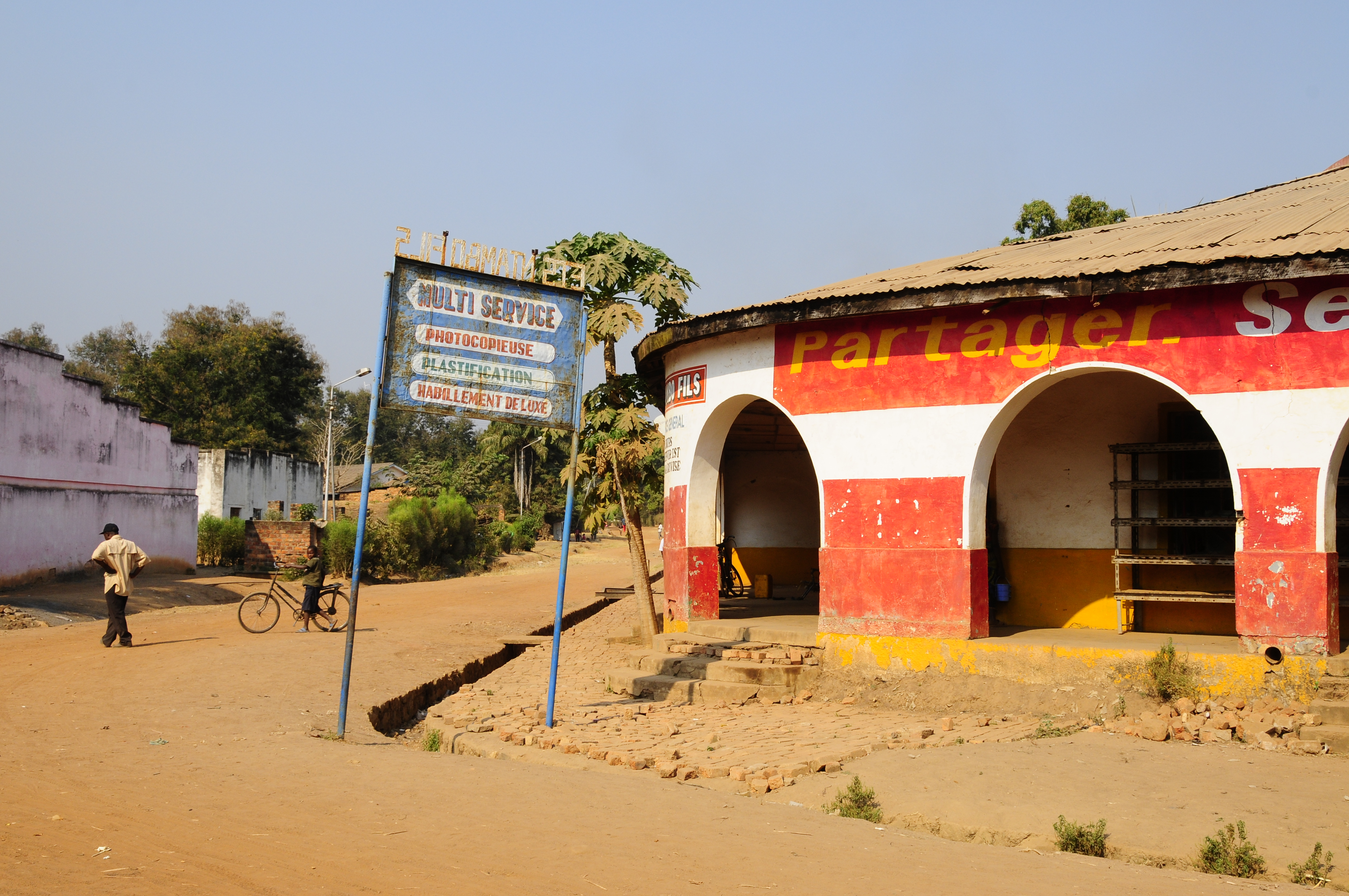
Luena

### Języki
Na terytorium Bukama występują dwa główne języki, są to luba-katanga (85%) oraz suahili (35%). Rdzenna ludność posługuje się językiem luba-katanga, a suahili używają mieszkańcy, którzy przybyli na te ziemie z innych terytoriów lub prowincji.

## Gospodarka
Ponad połowa gospodarki Bukamy składa się z rolnictwa (dokładnie 62%). Rybołówstwo stanowi 12 procent gospodarki, a handel 16 procent. Resztę stanowi hodowla oraz rzemiosło. Główne uprawy na terenach Bukamy to maniok, kukurydza oraz ryż. Sześćdziesiąt procent upraw przeznaczanych jest tam na własne potrzeby mieszkańców.

## Opieka zdrowotna

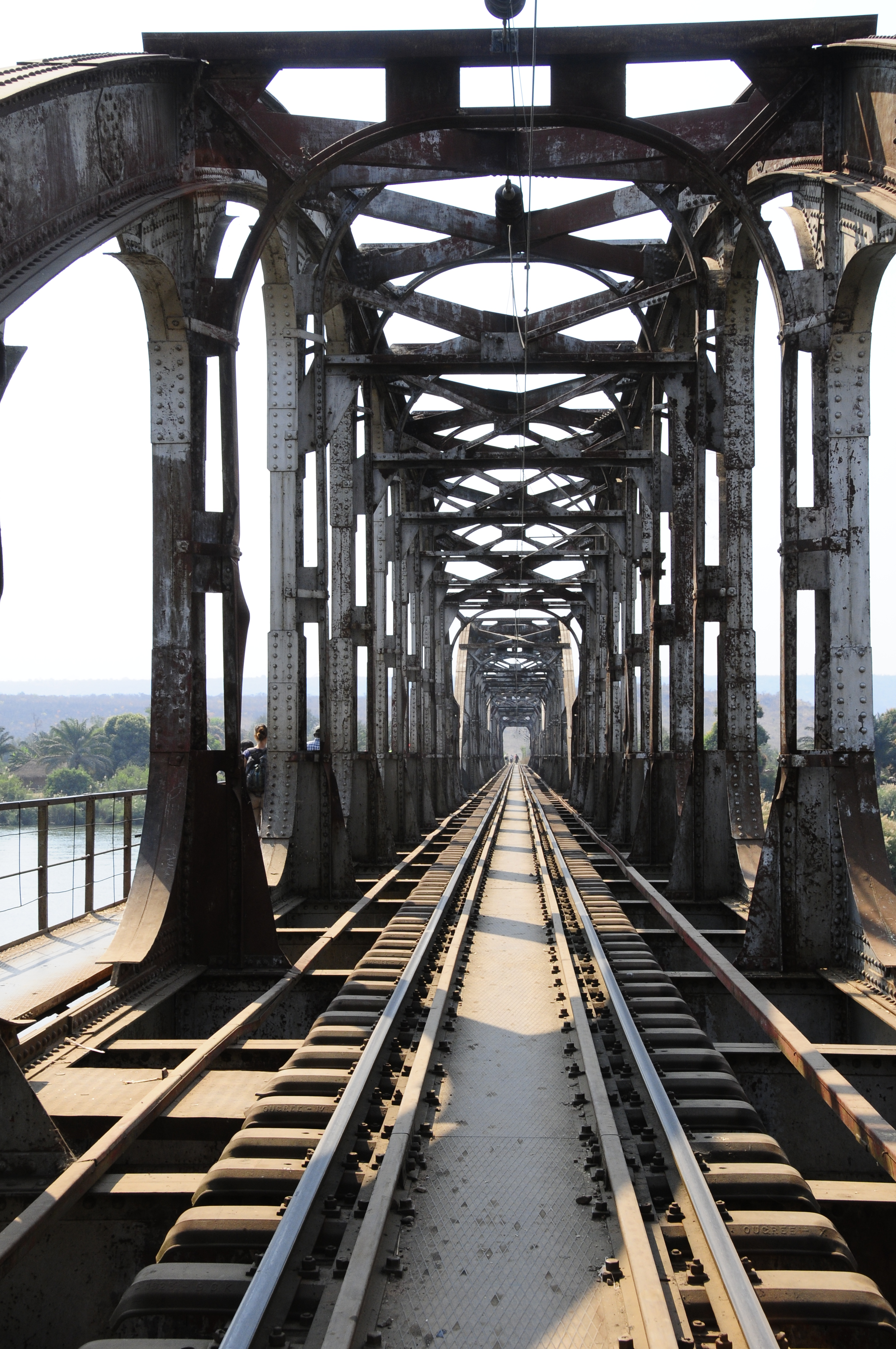
most w Bukamie

Na terenie Bukamy znajduje się 5 szpitali oraz 77 ośrodków zdrowia. W 2017 roku pracowało tam 24 lekarzy oraz 241 pielęgniarek. W ciężkich przypadkach pacjentów zabiera się do Kaminy lub do Lubumbashi. Najczęściej występujące tam choroby to malaria, ostre infekcje dróg oddechowych oraz odra.

## Edukacja
Terytorium Bukama posiada 452 szkoły podstawowe, 175 szkół średnich oraz 2 uniwersytety. Średnia liczba uczniów w szkołach wynosi tam 278 uczniów w szkołach podstawowych oraz 201 w szkołach średnich. Pracuje tam 1263 nauczycieli szkół podstawowych, 668 nauczycieli szkół średnich oraz 10 nauczycieli akademickich.

## Transport
W 2018 roku na terenie Bukamy znajdowało się 325 km krajowej drogi lądowej, z czego 103 km były w dobrym stanie, 170 km w średnim, a 52 km w złym stanie. Ponadto znajdowało się tam 70 km drogi wojewódzkiej. W porównaniu z wcześniejszymi latami jakość dróg znacznie się polepszyła.